# 통합전투사령부

통합전투사령부 지도

통합전투사령부(統合戰鬪司令部, Unified Combatant Command, UCC)는 미군의 2개 이상의 군으로 구성되어 있고, 지속적이고 넓은 범위의 임무를 담당하는 미국 국방부 산하 사령부이다.

## 목록

### 현황
| 앰블럼 | 이름                    | 두문자어    | 분류 | 창설일          | 본부                              |
| ------ | ----------------------- | ----------- | ---- | --------------- | --------------------------------- |
|        | 미국 인도-태평양 사령부 | USINDOPACOM | 지역 | 1947년 1월 1일  | 미국 하와이 캠프 H. M. 스미스     |
|        | 미국 유럽 사령부        | USEUCOM     | 지역 | 1947년 3월 15일 | 독일 슈투트가르트 패치 막사       |
|        | 미국 남부사령부         | USSOUTHCOM  | 지역 | 1963년 6월 6일  | 미국 플로리다주, 도랄             |
|        | 미국 중부사령부         | USCENTCOM   | 지역 | 1983년 1월 1일  | 미국 플로리다주 맥딜 공군기지     |
|        | 미국 특수작전사령부     | USSOCOM     | 기능 | 1987년 4월 16일 | 미국 플로리다 맥딜 공군기지       |
|        | 미국 수송사령부         | USTRANSCOM  | 기능 | 1987년 7월 1일  | 미국 일리노이 스콧 공군기지       |
|        | 미국 전략사령부         | USSTRATCOM  | 기능 | 1992년 6월 1일  | 미국 네브래스카 오펏 공군기지     |
|        | 미국 북부사령부         | USNORTHCOM  | 지역 | 2002년 10월 1일 | 미국 콜로라도주 페터슨 공군기지   |
|        | 미국 아프리카 사령부    | USAFRICOM   | 지역 | 2007년 10월 1일 | 독일 슈투트가르트 켈리 막사       |
|        | 미국 사이버사령부       | USCYBERCOM  | 기능 | 2009년 6월 23일 | 미국 메릴랜드주 포트 조지 G. 미드 |
|        | 미국 우주사령부         | USSPACECOM  | 기능 | 2019년 8월 29일 | 미국 콜로라도주 페터슨 공군기지   |

중동 지역을 담당하는 미국 중부 사령부, 남미 지역을 담당하는 미국 남부 사령부, 아프리카 지역을 담당하는 미국 아프리카 사령부는 사령부가 해당 지역이 아닌 곳에 있다.

### 예하
| 앰블럼 | 이름                 | 두문자어 | 분류 | 창설일         | 본부                                        |
| ------ | -------------------- | -------- | ---- | -------------- | ------------------------------------------- |
|        | 미국 알래스카 사령부 | ALCOM    | 지역 | 1947년 1월 1일 | 미국 알래스카주 엘먼도프-리처드슨 합동 기지 |
|        | 주일 미군            | USFJ     | 지역 | 1957년 7월 1일 | 일본 도쿄도 다마 지역 요코타 비행장         |
|        | 주한 미군            | USFK     | 지역 | 1957년 7월 1일 | 대한민국 경기도 평택시 캠프 험프리스        |

### 이전
| 앰블럼 | 이름                      | 두문자어         | 분류          | 창설일          | 폐지일           | 비고                                                                       |
| ------ | ------------------------- | ---------------- | ------------- | --------------- | ---------------- | -------------------------------------------------------------------------- |
|        | 공군전략사령부            | SAC              | 기능 (지정됨) | 1946년 3월 21일 | 1992년 5월 31일  | 미국 전략사령부로 대채됨.                                                  |
|        | 극동사령부                | FECOM            | 지역          | 1947년 7월 1일  | 1957년 7월 7일   | 미국 태평양 사령부에 병합됨.                                               |
|        | 미국 동대서양 지중해 해군 | NELM             | 지역 (지정됨) | 1947년 11월 1일 | 1963년 12월 1일  | 미국 유럽 사령부의 해군구성군으로 지정됨과 함께 미국 유럽 해군으로 개명됨. |
|        | 카리브 사령부             | CARIBCOM         | 지역          | 1947년 11월 1일 | 1963년 6월 6일   | 미국 남부사령부로 개명됨.                                                  |
|        | 미국 대서양 사령부        | USLANTCOM USACOM | 지역          | 1947년 12월 1일 | 1999년 9월 30일  | 미국 합동전력사령부로 재편성됨.                                            |
|        | 북동사령부                | USNEC            | 지역          | 1950년 10월 1일 | 1956년 9월 1일   | 폐지됨.                                                                    |
|        | 대륙방공사령부            | CONAD            | 기능          | 1954년 9월 1일  | 1975년 6월 30일  | 항공우주방위사령부로 대체됨.                                               |
|        | 미군 협방 타이완 사령부   | USTDC            | 지역          | 1955년 4월 26일 | 1979년 4월 26일  | 폐지됨.                                                                    |
|        | 미국 타격사령부           | STRICOM/ REDCOM  | 기능          | 1962년 1월 1일  | 1987년 4월 15일  | 미국 특수작전사령부로 대채됨.                                              |
|        | 베트남 군사원조사령부     | MACV             | 지역          | 1962년 2월 8일  | 1973년 3월 29일  | 폐지됨.                                                                    |
|        | 항공우주방위사령부        | ADCOM            | 기능 (지정됨) | 11975-7-1       | 11979-10-1       | 전술공군사령부 방공대(ADTAC), 공군 방위군으로 임무 이관.                   |
|        | 군사공수사령부            | MAC              | 기능 (지정됨) | 1977년 2월 1일  | 1987년 7월 1일   | 미국 수송사령부로 임무를 이전하고 1992년 공중기동사령부로 대채됨.          |
|        | 미국 우주사령부           | USSPACECOM       | 기능          | 1985년 9월 23일 | 2002년 10월 1일  | 2019년 8월 29일 2차 설립.                                                  |
|        | 미국 합동전력사령부       | USJFCOM          | 기능          | 1999년 1월 1일  | 2011년 8월 4일   | 합동참모와 다른 통합사령부로 기능을 이전하고 폐지됨.                       |
|        | 주아소르스 미군           | USFORAZ          | 지역          | 1953년 3월 16일 | 2004년           | 폐지됨.                                                                    |
|        | 주이라크 미군             | USF-I            | 지역          | 2010년 1월 1일  | 2011년 12월 31일 | 폐지됨.                                                                    |
|        | 주아프가니스탄 미군       | USFORA           | 지역          | 2001년 10월 7일 | 2021년 8월 30일  | 폐지됨                                                                     |

## 같이 보기
- 군관구

## 참고
- “Unified Command Plan” (영어). globalsecurity.org. 2015년 4월 11일에 확인함.